# Jerzy Unrug
Jerzy Unrug herbu własnego – podstoli poznański w latach 1698-1704, wojski wschowski w latach 1690-1698.
Sędzia kapturowy sądu grodzkiego poznańskiego w 1696 roku. Sędzia kapturowy ziemstwa i grodu poznańskiego w 1704 roku.